# Litoria longicrus
Litoria longicrus (Wendessi Treefrog) es una especie de anfibio anuro del género Litoria, de la familia Hylidae.

## Distribución geográfica
Es originaria de Nueva Guinea Occidental (Indonesia) y Papúa Nueva Guinea.